# Jacques des Cressonnières
Jacques des Cressonnières (Molenbeek-Saint-Jean, 6 novembre 1864 - Saint-Josse-ten-Noode, 14 juin 1926), est un avocat et linguiste belge, un des fondateurs en octobre 1894 de l'Université nouvelle de Bruxelles.

## Biographie
Jacques des Cressonnières  est le fils de l'industriel Anatole des Cressonnières et d'Eugénie Génissieu.
Il obtient son doctorat de droit à Bruxelles le 29 juillet 1884 et devient alors avocat. Secrétaire de la Conférence des Avocats Belges (8 novembre 1889), il est membre du Conseil de l'Ordre de 1903 à 1906, bâtonnier (1920-1921) à la Cour d'appel de Bruxelles puis de nouveau membre du Conseil de l'Ordre de 1921 à 1926.
Gendre du général Gustave Vent, il est le père du bâtonnier Pierre des Cressonnières.

## Œuvres
- L'Entente hollando-belge, 1906
- Essai sur la question des langues dans l'histoire de Belgique, Lamberty, 1918